# Boulzicourt
Boulzicourt ist eine französische Gemeinde mit 971 Einwohnern (Stand: 1. Januar 2022) im Département Ardennes in der Region Grand Est. Sie gehört zum Arrondissement Charleville-Mézières und zum Kanton Nouvion-sur-Meuse. Die Einwohner werden Boulzicourtois genannt.

## Geographie
Boulzicourt liegt etwa sieben Kilometer südsüdwestlich von Charleville-Mézières und etwa 18 Kilometer westsüdwestlich von Sedan. Der Fluss Vence begrenzt die Gemeinde im Nordwesten. Umgeben wird Boulzicourt von den Nachbargemeinden Saint-Pierre-sur-Vence im Westen und Norden, Saint-Marceau im Nordosten und Osten, Balaives-et-Butz im Osten und Süden, Villers-sur-le-Mont im Süden und Südwesten, Yvernaumont im Südwesten sowie Guignicourt-sur-Vence im Westen.
Die Autoroute A34 führt am nordwestlichen Rand der Gemeinde entlang.

## Bevölkerungsentwicklung
| Jahr                       | 1962 | 1968 | 1975 | 1982 | 1990 | 1999 | 2006 | 2019 |
| Einwohner                  | 989  | 881  | 921  | 825  | 1006 | 1003 | 960  | 966  |
| Quellen: Cassini und INSEE |      |      |      |      |      |      |      |      |

## Sehenswürdigkeiten
- Kirche Saint-Michel aus dem 15./16. Jahrhundert

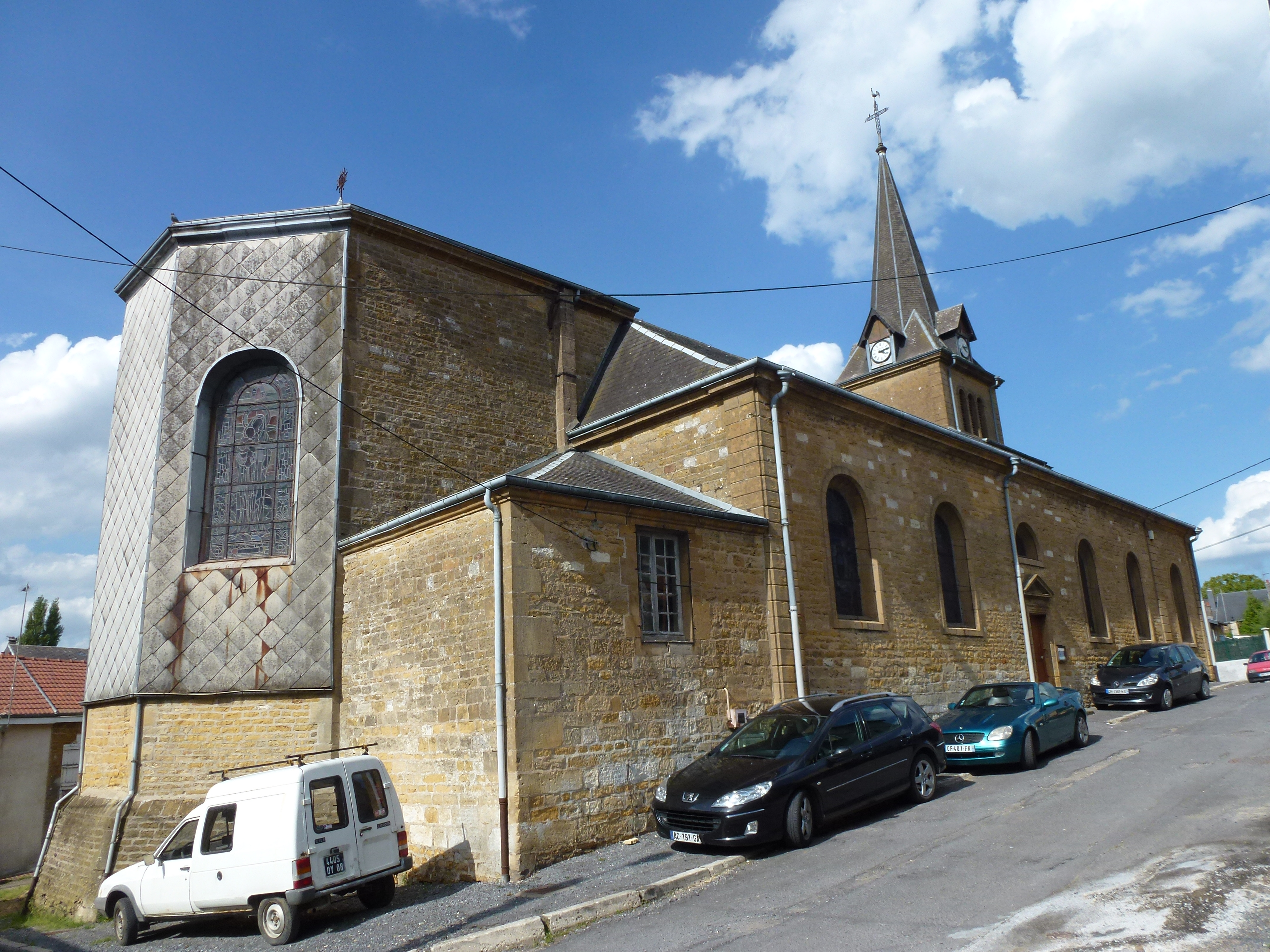
Kirche Saint-Michel

## Persönlichkeiten
- René Daumal (1908–1944), Schriftsteller